# Droppin' Many Suckers
Droppin' Many Suckers is het debuutalbum van Madball, uitgebracht in 1992 door Wreckage.

## Track listing
1. Spit On Your Grave
2. Never Had It
3. Across Your Face
4. Step On You
5. No Return
6. The Blame
7. Smell The Bacon
8. We Should Care
9. Get Out
10. It's My Life (The Animals)
11. Ready To Fight (Negative Approach)
12. Friend Or Foe (Agnostic Front)